# Els Ametllers
Els Ametllers és un disseminat que forma part del municipi del Masnou (Maresme).